# Lisa van Ginneken
Lisa Mianti van Ginneken (Oosterhout, 28 juni 1972) is een Nederlands voormalig politica voor D66. Van 31 maart 2021 tot 6 december 2023 was Van Ginneken lid van de Tweede Kamer. Zij had daar de portefeuille ICT, privacy, personen- en familierecht, wegen, mobiliteit, spoor en openbaar vervoer.

## Loopbaan
Van Ginneken groeide met haar twee oudere zussen op in Oosterhout en woonde achtereenvolgens in Breda, Zoetermeer en later in Amsterdam. Haar vader was elektricien. Van Ginneken volgde zeven jaar havo aan het Oosterhoutse Monseigneur Frencken College en ontwikkelde als tiener games voor de Commodore 64 als extra zakcentje. Tussen 1991 en 1994 studeerde ze bedrijfskundige informatica bij Hogeschool West-Brabant. Zij werkte vervolgens als softwareontwikkelaar bij TAS Groep. In 1997 kreeg Van Ginneken een baan als manager en consultant bij Inter Access Cens. Ze bleef daar werken tot ze in 2000 senior consultant bij Verdonck Klooster & Associates werd. In 2006 richtte Van Ginneken "Grip op ICT" op, waar ze werkzaam was als adviseur, coach en trainer. Vanaf 2014 was ze organisatieveranderaar, coach en trainer bij haar eigen bedrijf cnxy.
Naast haar baan werd ze in oktober 2017 voorzitter van Transvisie, een belangenorganisatie voor transgender personen. Ze was daar sinds 2016 coördinator en was daarnaast ongeveer een half jaar lid geweest van het bestuur. Van Ginneken werd in oktober 2019 ook lid van de raad van advies van het College voor de Rechten van de Mens.

### Politiek
Van Ginneken stond op de tweeëntwintigste plek op de kandidatenlijst van D66 voor de Tweede Kamerverkiezingen 2021. De partij behaalde bij de verkiezingen 24 zetels en ze ontving zelf 10.969 voorkeurstemmen. Zij had besloten politiek actief te worden vanwege uitspraken van Thierry Baudet, de partijleider van Forum voor Democratie, tijdens de campagne voor de Provinciale Statenverkiezingen 2019. Tijdens Van Ginnekens campagne vertelde ze transgender en intersekse personen meer invloed over hun medische behandelingen te willen geven en de macht van technologiebedrijven te willen inperken.
Van Ginneken werd op 31 maart geïnstalleerd als de eerste transgender persoon in de Tweede Kamer. Ze vertrok tegelijkertijd bij Transvisie en het College voor de Rechten van de Mens. Van Ginneken heeft de portefeuille ICT, privacy, personen- en familierecht, wegen, mobiliteit, spoor en openbaar vervoer (voorheen ook digitale overheid, inlichtingendiensten en identiteit). Ze is lid van de vaste commissies voor Binnenlandse Zaken, Buitenlandse Handel en Ontwikkelingssamenwerking, Digitale Zaken, Economische Zaken en Klimaat, Infrastructuur en Waterstaat, Justitie en Veiligheid en Landbouw, Natuur en Voedselkwaliteit, alsook van het Benelux-parlement en de Bouwbegeleidingscommissie voor de renovatie van het Binnenhof. In een interview pleitte ze ervoor om meer te investeren in de Europese techindustrie, omdat volgens haar de technologische afhankelijkheid van de Verenigde Staten en China een bedreiging vormt voor privacybescherming. Eind 2021 diende ze een amendement in op het Wetsvoorstel tot wijziging van Boek 1 van het Burgerlijk Wetboek in verband met het veranderen van de voorwaarden voor wijziging van de vermelding van het geslacht in de akte van geboorte om het voor non-binaire personen mogelijk te maken de registratie van het juridisch geslacht zonder interventie van een rechter te laten wijzigen in "X" in de geboorteakte, de Basisregistratie Personen en daardoor ook in het identiteitsbewijs. De Raad van State bracht een negatief advies uit om juridische redenen, waarop Van Ginneken begon te schrijven aan een initiatiefwetsvoorstel. Ook steunde ze een door het kabinet-Rutte IV voorgestelde herziening van de Transgenderwet uit 2014, waarmee bij een wettelijke geslachtsverandering de verplichting van een verklaring door een psycholoog of psychiater zou komen te vervallen. Volgens Van Ginneken creëert deze barrière het beeld dat transgender personen niet in staat zijn deze beslissing zelf te nemen en de verandering zou daarom helpen bij zelfontplooiing. Ze verwierp zorgen dat mannen hun geslacht zouden veranderen om vrouwenkleedkamers binnen te komen door te stellen dat op deze plaatsen niet op een paspoort gecontroleerd wordt.
In 2021 ontving Van Ginneken de Pride Award in de categorie bekende lhbti+-held. De voorzitter van de jury, Cornald Maas, noemde het feit dat ze de eerste transgender vrouw in de Kamer is "belangrijk en historisch". Dat jaar werd ze ook verkozen tot IT-politicus van het jaar 2021 door de lezers van AG Connect. Van Ginneken kondigde in november 2022 aan sociaalnetwerkplatform Twitter te verlaten, omdat een gezond debat volgens haar werd ondermijnd door haatzaaiende berichten. Op 5 december 2023 nam zij afscheid van de Tweede Kamer.

## Privéleven
Van Ginneken is gescheiden en heeft een zoon. Ze is transgender en begon haar gendertransitie in 2014. In juni 2016 onderging Van Ginneken een geslachtsaanpassende operatie in Thailand. Ze wijzigde haar naam, liet haar geslacht officieel wijzigen en vroeg een nieuw paspoort aan.
In maart 2023 gaf Van Ginneken in het tv-programma De Kist een uitgebreid interview over haar transitie. Ze vertelde dat deze haar veel verdieping heeft gebracht en haar veel heeft geleerd "over wat het betekent om mens te zijn, wat het betekent om je te verhouden tot de andere mensen, de natuur, tot de wereld". Ze vroeg zich hardop af of ze "diezelfde zoektocht op dat niveau" ook zou hebben gehad als ze "meteen in het juiste lijf geboren was geweest". Ook stelde ze haar werk in de Tweede Kamer zónder de ervaring van haar transitie niet te kunnen doen. Gezien de thematiek van het programma vroeg presentator Kefah Allush of sterven verbonden is met Van Ginnekens transitie. "De man die ik was voor mijn transitie heb ik geprobeerd mee te nemen in wie ik nu ben", antwoordde ze. "Ik heb hem niet weggegooid. Dat vond ik geen recht doen aan al die jaren die ik geleefd heb als man." Daarbij stelde ze ook dat er alleen aan de buitenkant een transitie had plaatsgevonden en "helemaal niet" aan de binnenkant. Ze noemde het "een soort samenkomen, een soort integratieproces" en vertelde vóór de transitie te hebben geprobeerd "die binnenkant te integreren zonder dat dat allemaal nodig was", maar dat het niet lukte. "Ik moest dit doen om het kloppend te krijgen, om te kunnen leven als wie ik ben", concludeerde ze.
Ze is actief als actrice en regisseur in het amateurtheater.